# Die Halde
Die Halde ist ein dystopischer Fernsehfilm von Rainer Erler. Die Erstausstrahlung erfolgte am Montag, dem 22. September 1975 im ZDF.

## Handlung
Tom will nach seinem soeben bestandenen Abitur Urlaub in Griechenland machen und ein Kloster auf dem Berg Athos besuchen. Zu Fuß unterwegs, trifft er am Rande einer Kleingartensiedlung auf die jüngere, recht infantile bzw. naive Lizzi. Sie lädt Tom ein, die „Im Sonnengrund“ genannte Siedlung zu besuchen. Schon nach kurzer Zeit hat sich Lizzi in Tom verliebt und will Kinder von ihm.  
Das scheinbare Idyll im „Sonnengrund“ täuscht. Die Siedlung wird von einem gigantischen Müllberg bedroht, der sich unaufhaltsam bereits zu den ersten Häusern vorgefressen hat. Die Halde wird jedoch von den „Sonnengrund“-Bewohnern schlicht ignoriert. Stattdessen führen sie ihr kleinbürgerliches Konsumentenleben unbeirrt weiter, pflegen Nachbarschaftsstreitigkeiten und ignorieren sogar einen Mord in ihrer Mitte, als der selbsternannte Ordnungshüter Reichel eine schwangere Frau erschießt.  
Lediglich die Familie Zech lebt statt in einer Laube in einem großen Zelt. Sie gilt daher als Außenseiterin. Als das Zelt durch einen Sturm weggerissen wird, sind die anderen Bewohner der Siedlung nicht bereit, ihnen zu helfen. Als die Zechs den Gipfel der Halde erklimmen wollen, um zu entkommen, werden sie vom Müll begraben und kommen offensichtlich ums Leben.
Tom und Lizzi heiraten. Lizzis Vater, ein Unternehmer, ist bereit, Toms Studium zu finanzieren, damit dieser Arzt werden kann und damit auch eine bürgerliche Zukunft für Lizzi gesichert ist. Doch bei der Hochzeitsfeier gerät das Haus von Lizzis Eltern in Brand. Als Lizzis Mutter aus dem brennenden Haus die Kinderfotos von Lizzi retten will, kommt sie in den Flammen um. Lizzis Vater erleidet daraufhin einen Herzinfarkt und stirbt ebenfalls. 
Der alte Onkel Pink, ein begeisterter Angler und Rosenzüchter, sieht in Lizzi und Tom die Zukunft des „Sonnengrunds“. Er glaubt auch, dass die beiden ein ideales Paar sind. Als Hobbyastrologe hat er analysiert, dass der Fisch Tom und der Krebs Lizzi ideal miteinander harmonieren.  
Onkel Pink hat dem Ehepaar Heinrich Fische geschenkt. Doch das Wasser des Teichs, in dem er angelt, ist durch Abwasser der Halde völlig verseucht. Entsetzt muss er feststellen, dass die Heinrichs durch ihn an Fischvergiftung gestorben sind. 
Als die Halde den „Sonnengrund“ endgültig zu verschlingen droht, entschließen sich Tom und Lizzi zur „Flucht“. Lizzi will Onkel Pink unbedingt retten, doch Tom macht ihr klar, dass eine Flucht mit Onkel Pink aussichtslos ist. Als sie ihm erklären, die Siedlung verlassen zu wollen, will er ihnen zur Erinnerung eine Blume aus seinem Garten schenken. Doch auch seine wunderschönen Rosen sind inzwischen verwelkt. Als er keine einzige Blume mehr findet, erhängt er sich vor seiner Laube.     
Tom und Lizzi gelingt es mit größten Anstrengungen im letzten Moment, sich durch den Müll zu kämpfen und auf den Gipfel der Halde zu retten. Sie sind dem Untergang des „Sonnengrunds“ entkommen und machen sich gemeinsam zum Berg Athos auf.    

## Produktionsnotizen
Laut Der Spiegel war die von Erler inszenierte „Halde“ 15 Meter hoch, 100 Meter breit und bestand aus 1000 Kubikmetern Müll, darunter allein 30 Autowracks. Der Müll wurde durch 60 Lkw angeliefert, die Transportkosten beliefen sich auf 140.000 Deutsche Mark.  

## Kritik
In seiner Rezension im Hamburger Abendblatt vom 23. September 1975 sah Veit Ruppersberg zwar die gutgemeinte Absicht des Regisseurs, Umweltverschmutzung zu thematisieren, hielt die Inszenierung jedoch für übertrieben:
… Beinahe wäre das ein neuer Rainer-Erler-Triumph geworden. Wenn, ja wenn nicht einiges allzu deutlich gesagt worden wäre. Die Spruchbänder flatterten den Figuren oft zu heftig aus dem Munde wie der Sausewind die Papierfetzen von der Halde wirbelte. Gewiß, das sollte ein Kunstmittel sein … Aber das bekam dem Film so wenig wie die Symbolträchtigkeit  der Personen und Situationen.

## Überlieferung
Eine DVD-Edition erschien 2021. Die Edition enthält neben einem Interview mit Erler zur Produktionsgeschichte des Films ein Booklet mit weiteren Angaben zur Filmgenese.